# Altamira (métro de Caracas)
Pour les articles homonymes, voir Altamira (homonymie).
Altamira est une station de la ligne 1 du métro de Caracas. Inaugurée le 23 avril 1988 lors du deuxième prolongement de la ligne entre les stations Chacaíto et Los Dos Caminos, elle est située sur la place Francia à proximité de l'avenue Francisco-de-Miranda. Elle dessert le quartier résidentiel et touristique d'Altamira.

## Galerie d'images

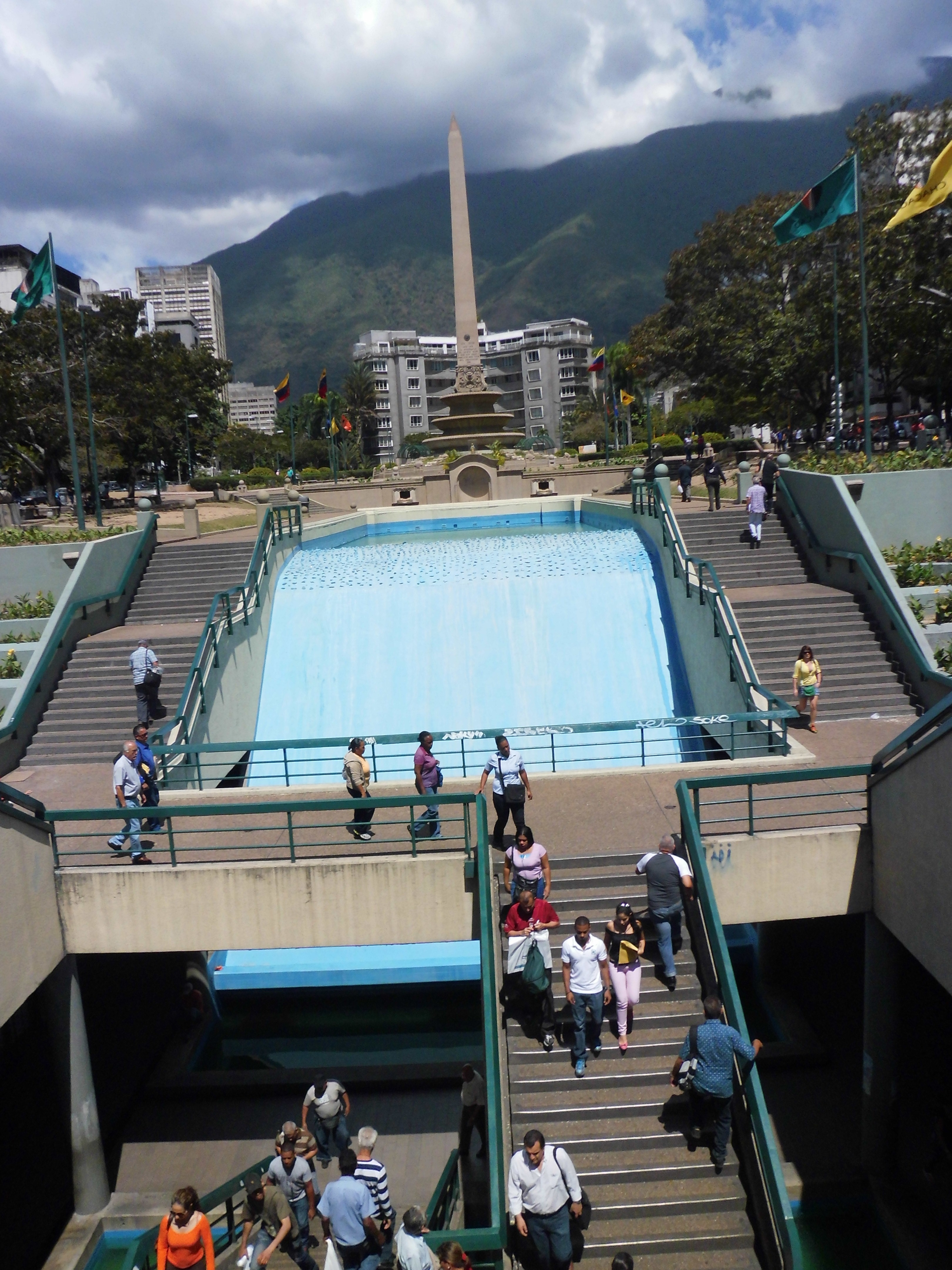
Entrée Nord
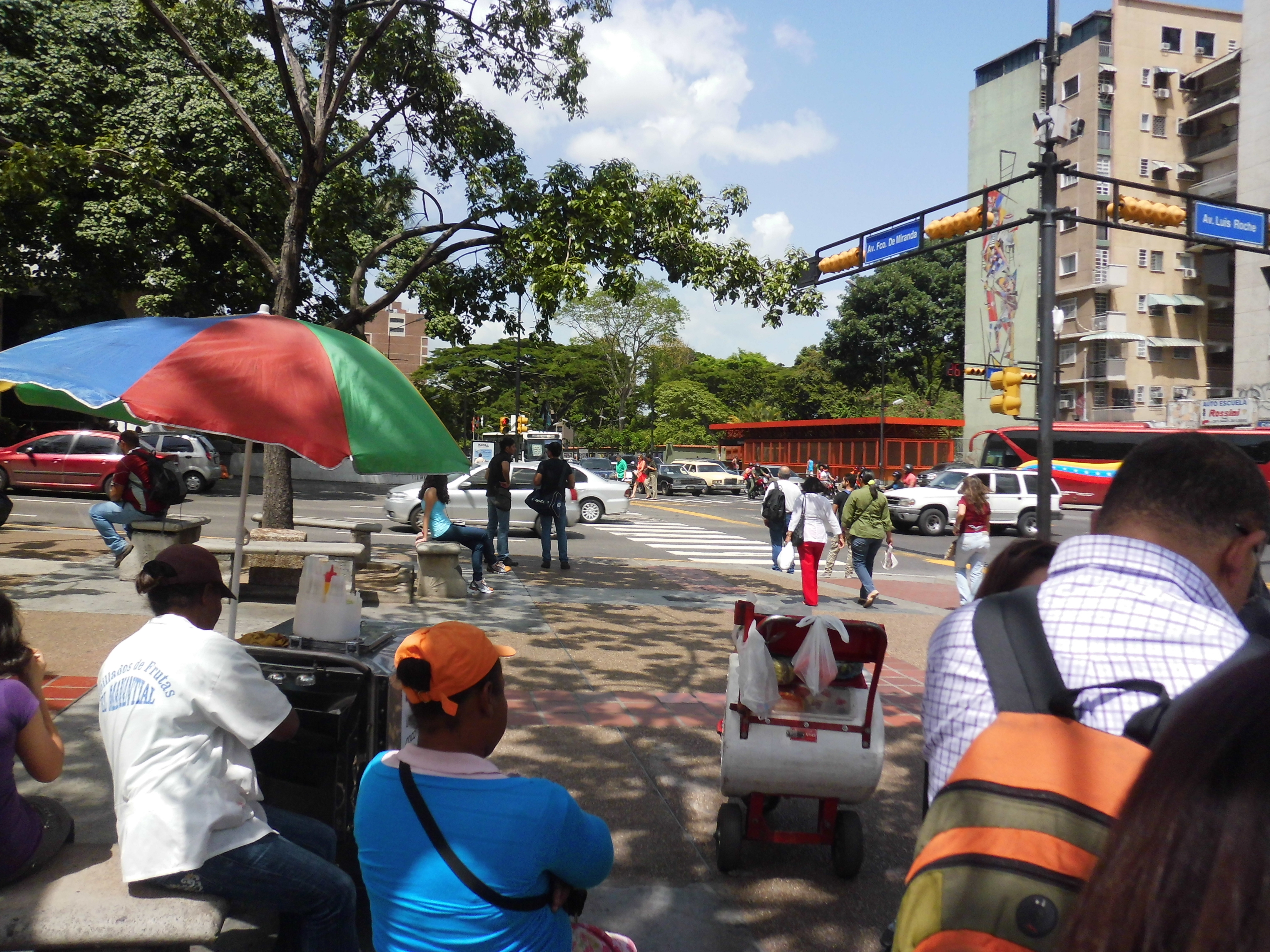
Entrée Sud cette